# Peruwiańskie Siły Powietrzne
Peruwiańskie Siły Powietrzne (hiszp. Fuerza Aérea del Perú, w skrócie FAP) – wojska lotnicze Republiki Peru, jeden z trzech rodzajów sił zbrojnych. Brały udział w wojnie z Kolumbią w 1933 roku, wojnie z Ekwadorem w 1941, 1981 i 1995. Poza siłami powietrznymi peruwiańska marynarka i wojska lądowe posiadają także własne typy śmigłowców.

## Historia

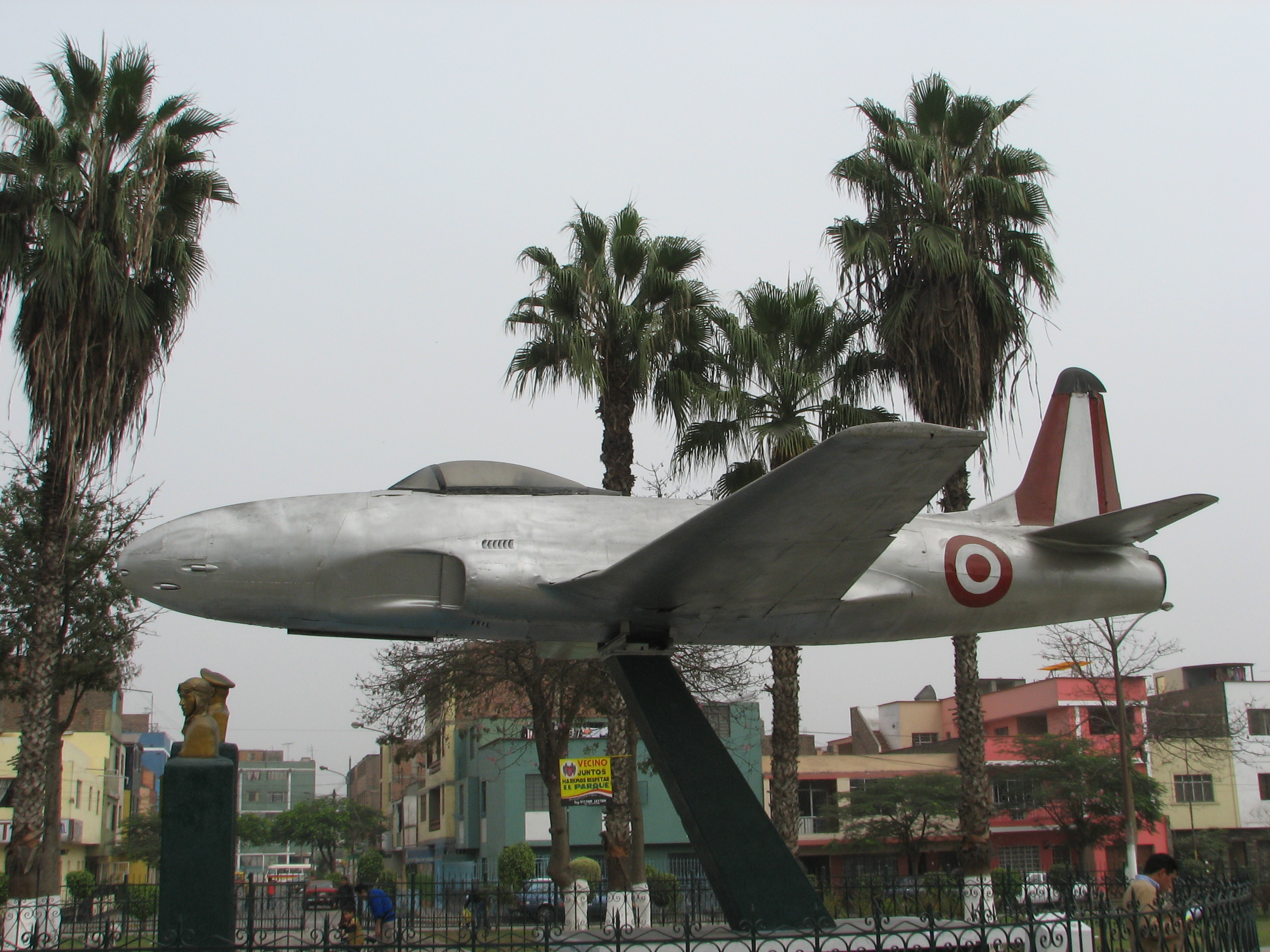
F-80C Shooting Star

W dniu 20 maja 1929 r. oddziały lotnictwa Armii i Marynarki Wojennej Peru zostały włączone do Cuerpo de Aviación del Perú (CAP, Korpus Lotnictwa Peru). Podczas wojny z Kolumbia w 1933, w rejonie Niziny Amazonki Peru wykorzystywało amerykańskie samoloty Curtiss F11C Goshawk i Vought O2U Corsair. W tych walkach CAP stracił trzy samoloty na rzecz Armii Kolumbijskiej. 12 marca 1936 roku korpus został przemianowany  na Cuerpo del Perú Aeronáutico (Korpus Lotniczy Peru, nadal CAP). W 1941 r. brał on udział w wojnie z Ekwadorem, będąc w tym czasie wyposażony w samoloty w myśliwce Caproni Ca.114 i North American NA-50, samoloty szturmowe Douglas DB-8A-3P oraz bombowce Caproni Ca.135 i Caproni Ca.310.

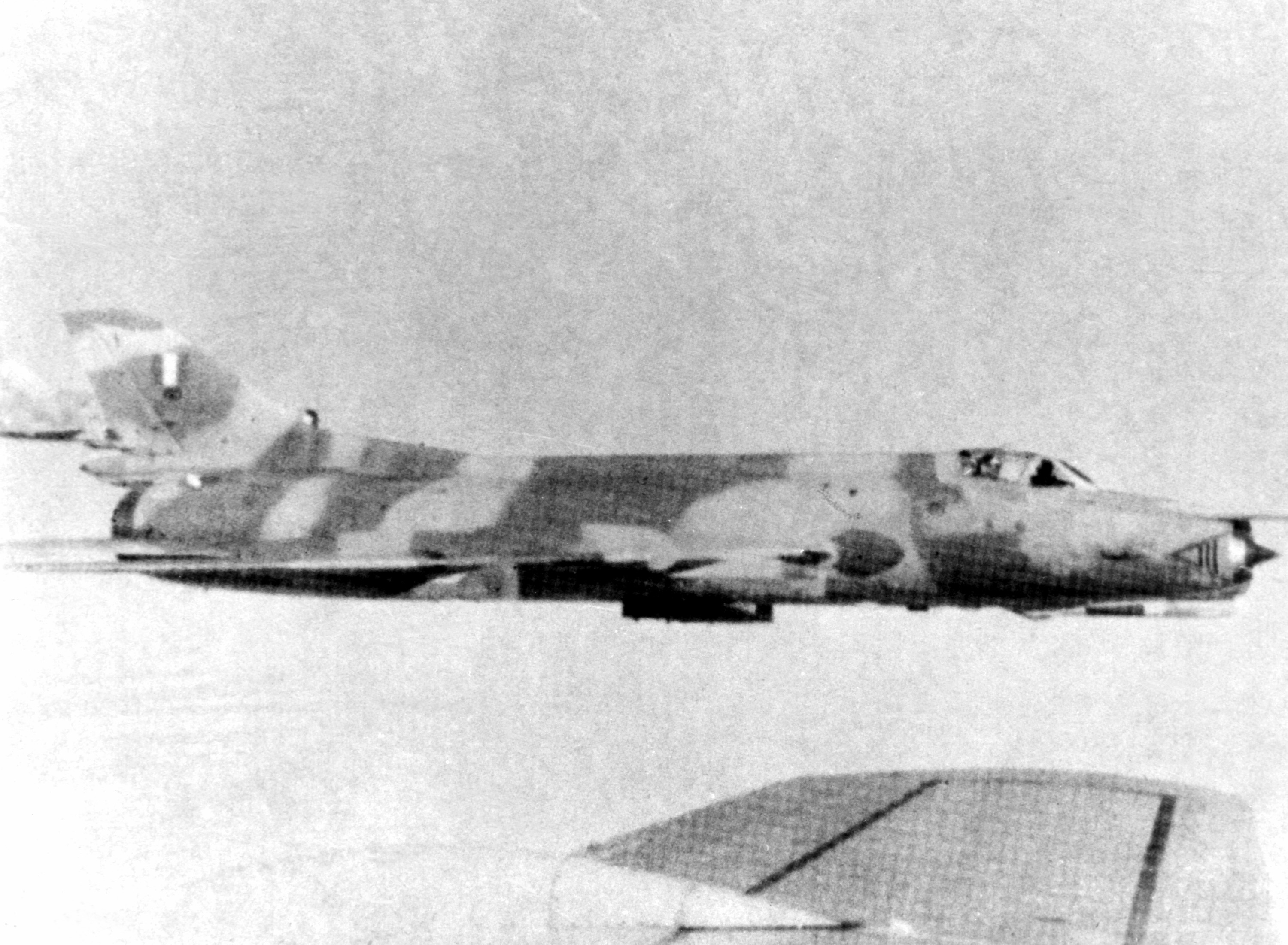
Su-22 w 1983

18 lipca 1950 roku lotnictwo przyjęło obowiązującą do dziś nazwę Fuerza Aérea del Perú. Lata 50. były erą pierwszych odrzutowców, siły powietrzne otrzymały wtedy English Electric Canberra, Hawker Hunter, Lockheed F-80 Shooting Star i North American F-86 Sabre. Kolejny okres modernizacji trwał od końca lat 70., gdy zakupiono nowe francuskie Dassault Mirage 5P/DP – pierwsze ponaddźwiękowe samoloty w Ameryce Południowej, amerykańskie Cessna A-37 Dragonfly, a także samoloty transportowe Lockheed C-130 Hercules (i L-100-20). Wprowadzono także dużą liczbę samolotów sowieckich, 53 szturmowe Su-22 oraz transportowe An-26 i An-32, jak również śmigłowce Mi-8, Mi-6, Mi-17 i Mi-25, w tym czasie żadne inne państwo na kontynencie (oprócz Kuby) nie zaopatrywało się w sprzęt u ZSRR.
W 1982 roku podczas wojny o Falklandy, peruwiańskie siły powietrzne dostarczyły dziesięć swoich Mirage 5P do Argentyny, która wcześniej je odkupiła, samoloty te nie zdołały wziąć udziału w walce. Większym gestem solidarności było przekazanie Argentyńczykom części zamiennych do ich Mirage, które borykały się wtedy z embargiem. Kryzys gospodarczy w latach 80. zmusił FAP do redukcji wielkości floty, jak również ograniczenia w zakresie szkoleń i ogólnej gotowości, z tego powodu zamówienie na Mirage 2000 ograniczono z 26 do 12 samolotów, które dostarczono do 1987. Były to pierwsze myśliwce czwartej generacji na kontynencie, ich potencjał był jednak ograniczony, ponieważ poza R550 Magic (Magic 2 po 1996) i AS.30L do ich uzbrojenia nie zakupiono pocisków średniego zasięgu Super 530D.
W tych warunkach siły powietrzne przystąpiły do wojny z Ekwadorem w 1995, duża aktywność w powietrzu zakończyła się utratą 3 śmigłowców (2 Mi-8TV i Mi-25 na rzecz baterii przeciwlotniczych), 2 Su-22 (na rzecz Mirage F1) oraz 1 A-27B (na rzecz IAI Kfir). W wyniku tych doświadczeń zdecydowano się na szybkie pozyskanie większej liczby samolotów, odkupując od Białorusi 18 MiG-29 za ok. 250 mln USD i 18 Su-25 za ok. 150 mln USD, obecnie wraz z Mirage 2000 stanowią trzon lotnictwa.
W 2008 roku rozpoczęto program modernizacji floty MiG-29 do nowoczesnej wersji SMT, do 2012 zmodernizowano osiem z 19 sztuk. Dzięki temu MiGi pozostaną w służbie do około 2025 roku. Równocześnie od 2009 wydłużono resursy Mirage, nie przeszły jednak modernizacji do wersji 2000-5. W 2014 roku rozpoczęto dostawy samolotów szkolnych KAI KT-1.

## Organizacja
Ala Aérea Nº 1 w Piura (Skrzydło)

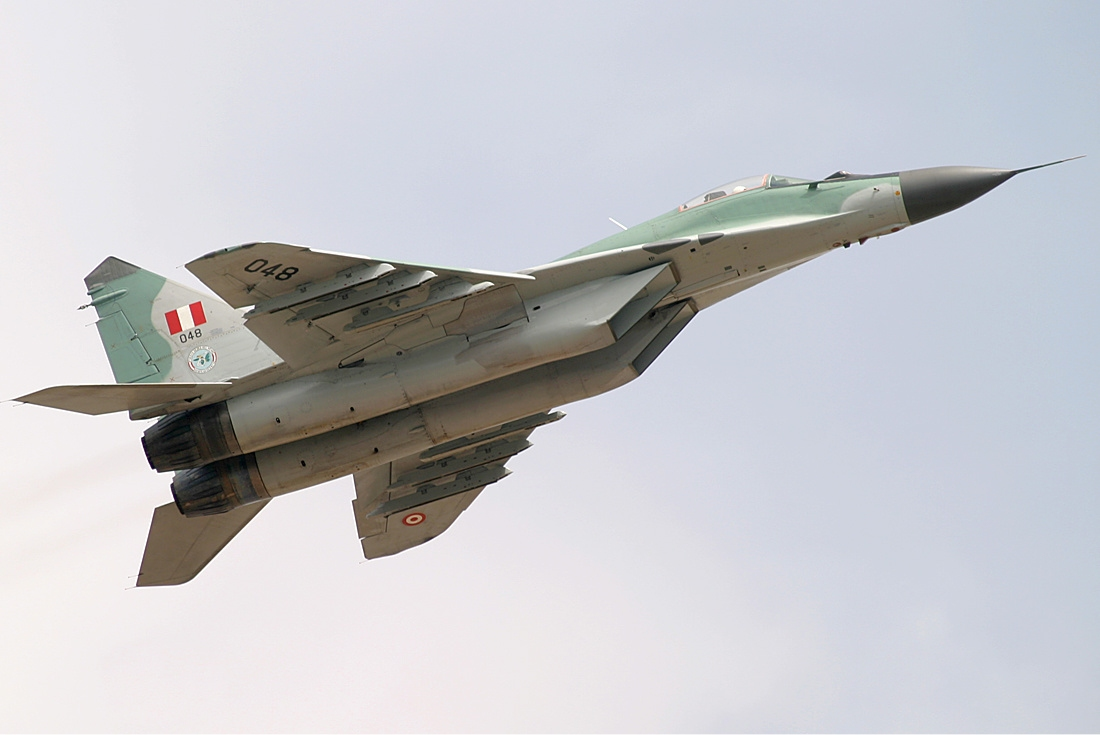
MiG-29SE

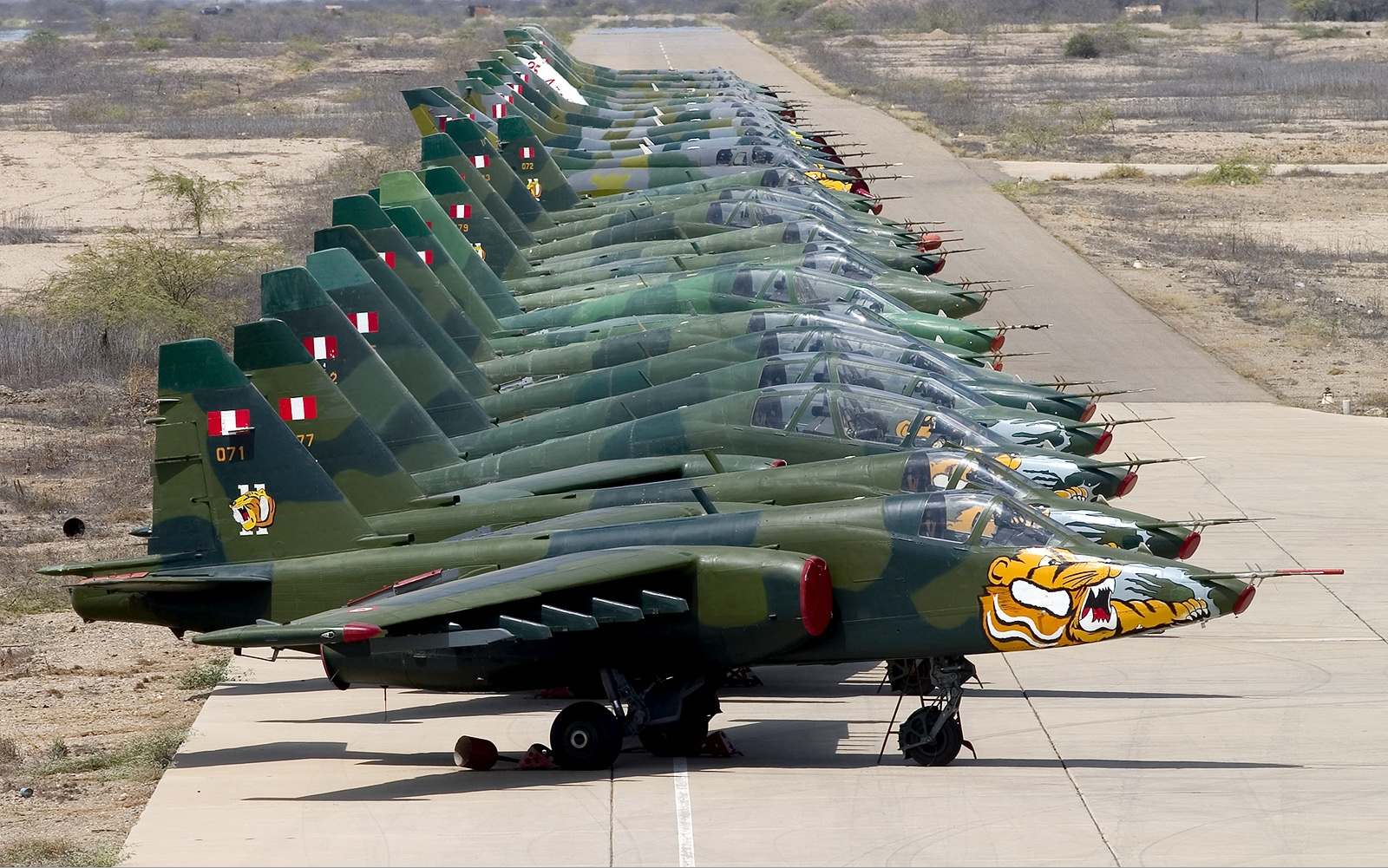
Su-25 i Su-22 w 2005

- Grupo Aéreo Nº 6 w Chiclayo (Grupa)
  - Escuadrón Aéreo 612 – MiG-29S/SE/UB (Eskadra)
- Grupo Aéreo Nº 7 w Piura
  - Escuadrón Aéreo 711 – A-37B
- Grupo Aéreo Nº 11 w Talara
  - Escuadrón Aéreo 112 – Su-25/UB

Ala Aérea Nº 2 w Callao
- Grupo Aéreo Nº 3 w Callao
  - Escuadrón Aéreo 332  – Mi-17, Bell 212, Bell 412
  - Escuadrón Aéreo 333  – Schweizer 300
- Grupo Aéreo Nº 8 w Callao
  - Escuadrón Aéreo 811 – B-737, An-32, L-100, C-27J Spartan

Ala Aérea Nº 3 w Arequipa
- Grupo Aéreo Nº 2 w Vítor 
  - Escuadrón Aéreo 211 – Mi-25D, Mi-35P

- Grupo Aéreo Nº 4 w La Joya
  - Escuadrón Aéreo 411 – Mirage 2000P/DP
  - Escuadrón Aéreo 513 – MB-339AP

- Grupo Aéreo Nº 51 w Pisco
  - Escuadrón Aéreo 511 – Zlin 242L
  - Escuadrón Aéreo 512 – AT-27

Ala Aérea Nº 5 w Iquitos
- Grupo Aéreo Nº 42 w Iquitos
  - Escuadron Aereo 421  – PC-6, DHC-6 i Y-12

## Wyposażenie
| Zdjęcie                     | Samolot                              | Producent           | Typ                                           | Wersja                            | Liczba sztuk        | Uwagi |                     |
| Samoloty myśliwskie         | Samoloty myśliwskie                  | Samoloty myśliwskie | Samoloty myśliwskie                           | Samoloty myśliwskie               | Samoloty myśliwskie | Samoloty myśliwskie | Samoloty myśliwskie |
| --------------------------- | ------------------------------------ | ------------------- | --------------------------------------------- | --------------------------------- | ------------------- | --- | ------------------- |
|                             | MiG-29                               | ZSRR · Rosja        | myśliwiec przewagi powietrznej/wielozadaniowy | MiG-29SMiG-29SEMiG-29SMPMiG-29UBP | 8362                | 16 ex-białoruskich 9.13 i 2 9.51 w 1997, w 1999 dokupiono 3 MiG-29SE z Rosji, 8 maszyn zmodernizowano do wersji SMP (SMT dla Peru) za 106 mln USD, dostarczone w 2012.                              |                     |
|                             | Dassault Mirage 2000                 | Francja             | myśliwiec przechwytujący/wielozadaniowy       | Mirage 2000PMirage 2000DP         | 102                 | |                     |
| Samoloty szturmowe          |                                      |                     |                                               |                                   |                     | |                     |
|                             | Su-25                                | ZSRR                | samolot szturmowy                             | Su-25KSu-25UBK                    | 98                  | ex-białoruskie |                     |
|                             | Cessna A-37 Dragonfly                | Stany Zjednoczone   | samolot bliskiego wsparcia                    | A-37B                             | 12                  | |                     |
| Samoloty szkolno-treningowe |                                      |                     |                                               |                                   |                     | |                     |
|                             | Aermacchi MB-339                     | Włochy              | szkolenie zaawansowane                        | MB-339AP                          | 5                   | 16 dostarczono w latach 1981–1982 |                     |
|                             | Embraer EMB 312 Tucano               | Brazylia            | szkolenie podstawowe                          | AT-27                             | 13                  | 20 zakupiono w 1987, 10 w 1992, część do zadań zwalczania przemytu. |                     |
|                             | KAI KT-1                             | Korea Południowa    | szkolenie podstawowe                          | KT-1P                             | 4                   | Zamówiono 20, dostawy od 2014. |                     |
|                             | Cessna T-41 Mescalero                | Stany Zjednoczone   | szkolenie wstępne                             | T-41D                             | 5                   | 40 dostarczono w 1974, 25 z nich przeniesiono do lotnictwa cywilnego. |                     |
|                             | Cessna 172 Skyhawk SP                | Stany Zjednoczone   | szkolenie wstępne                             |                                   | 3/7                 | Zamówiono 7 maszyn w celu zastąpienia T-41 Mescalero. |                     |
|                             | Zlin Z 142                           | Czechy              | szkolenie wstępne                             | Zlin 242L                         | 13                  | 40 dostarczono w 1974. |                     |
|                             | Piper PA-34 Seneca                   | Stany Zjednoczone   | szkolenie wielosilnikowe                      | PA-34-200T Seneca II              | 2                   | |                     |
| Samoloty rozpoznawcze       |                                      |                     |                                               |                                   |                     | |                     |
|                             | C-26 Metroliner                      | Stany Zjednoczone   | ELINTtransportowy                             | C-26B                             | 21                  | Z donacji USA. |                     |
|                             | Learjet 36                           | Stany Zjednoczone   | ELINT                                         | Learjet 36A                       | 2                   | |                     |
|                             | Learjet 45                           | Stany Zjednoczone   | ELINT                                         | Learjet 45XR                      | 1                   | |                     |
| Samoloty transportowe       |                                      |                     |                                               |                                   |                     | |                     |
|                             | Boeing 737                           | Stany Zjednoczone   | transportowytransport VIP                     | 737-200737-500                    | 1                   | |                     |
|                             | Lockheed C-130 Hercules              | Stany Zjednoczone   | transportowy                                  | L-100-20                          | 2                   | |                     |
|                             | Alenia C-27J Spartan                 | Włochy              | transportowy                                  |                                   | 2/4                 | Zamówiono 4 w celu zastąpienia An-32. |                     |
|                             | An-32                                | Ukraina             | transportowy                                  | An-32B                            | 2                   | |                     |
|                             | Harbin Y-12                          | Chiny               | transportowy                                  | Y-12 II                           | 2                   | |                     |
|                             | de Havilland Canada DHC-6 Twin Otter | Kanada              | użytkowy                                      | DHC-6-300DHC-6-400                | 210                 | Zamówiono 12 DHC-6-400. |                     |
|                             | Pilatus PC-6                         | Szwajcaria          | łącznikowy                                    | PC-6B Turbo Porter                | 1                   | |                     |
| Śmigłowce                   |                                      |                     |                                               |                                   |                     | |                     |
|                             | Mi-24                                | Rosja               | śmigłowiec szturmowy                          | Mi-25DMi-35P                      | 162                 | 12 Mi-25 dostarczono w 1982; 7 Mi-25 nabyto od Nikaragui w 1992, 1 Mi-25 zestrzelony przez ekwadorski SA-16 w 1995; 2 utracono w wypadku; 2 Mi-35P zakupiono w 2011; 7 Mi-25 zmodernizowano w 2012. |                     |
|                             | Mi-17                                | Rosja               | śmigłowiec transportowy                       | Mi-17Mi-171Sz                     | 83                  | |                     |
|                             | Schweizer 300                        | Stany Zjednoczone   | śmigłowiec szkolny                            | Schweizer 300C                    | 2                   | 6 zakupiono w 1999. |                     |
|                             | Bölkow Bo 105                        | Niemcy              | śmigłowiec użytkowy                           | Bo-105LS                          | 1                   | 6 zakupiono w 1991 |                     |
|                             | Bell 212                             | Stany Zjednoczone   | śmigłowiec użytkowy                           | Bell 212                          | 3                   | |                     |